# Rio Brada
O Rio Brada é um rio da Romênia afluente do Rio Talna, localizado no distrito de Satu Mare.